# Tyrestahällen

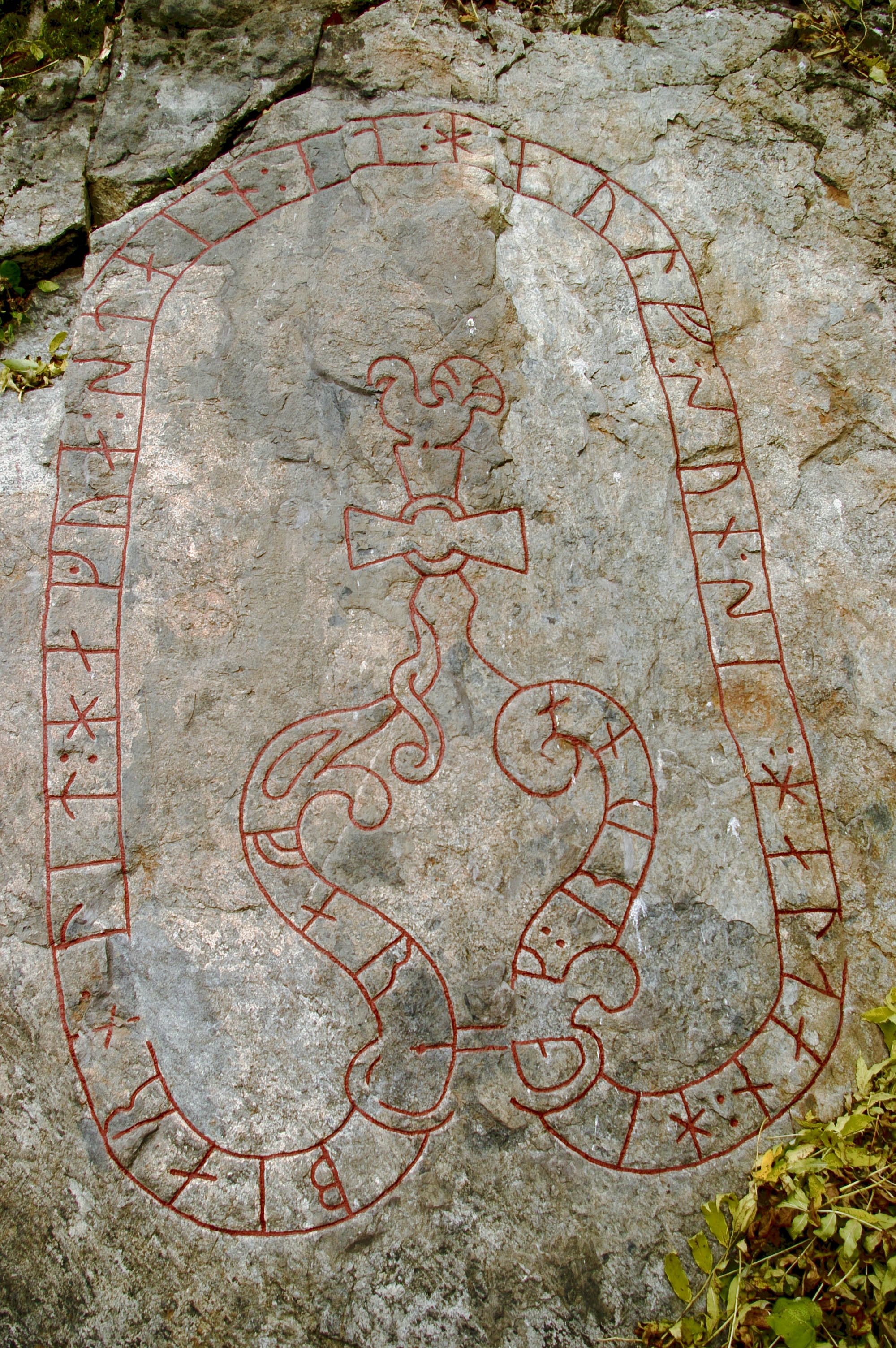
Tyrestahällen – Sö 270

Tyrestahällen (schwedisch Runhäll i Tyresta by – RAÄ Nr. Österhaninge 140:1 bzw. Samnordisk runtextdatabas Sö 270) ist eine Runeninschrift (schwedisch Runhäll) hinter einem Haus  nordwestlich von Tyresta by in Österhaninge im Nationalpark Tyresta in Södermanland in Schweden. Die Inschrift steht auf einer steilen Felswand.
Die runensteinartig gestaltete Inschrift auf dem Fels ist durch Abwitterung kaum beschädigt. Die Verzierung besteht aus einem Schlangenband (schwed. Ormslinga) mit Runentext und irischem Koppel. Der Kopf der Schlange ist im Profil dargestellt. Innerhalb des Runenbandes ist ein christliches Tatzenkreuz mit Ring platziert. Eine Vogelfigur, möglicherweise ein Hahn oder eine Taube, steht auf dem Kreuz. Hähne haben sowohl im Christentum als auch in der nordischen Mythologie symbolische Bedeutung. Der Hahn Gullinkambe (deutsch „Goldkamm“) steht auf der Spitze der Weltesche Yggdrasil und weckt die Adligen vor der Zerstörung der Erde. Der abgebildete Vogel wird jedoch als Auerhahn interpretiert, der auch in Haninges Kommunalwappen erscheint und noch heute im Nationalpark Tyresta heimisch ist. Nach rechts gewandte Hähne erscheinen auch auf den Kreuzen der beiden Steinfragmente von Västerhaninge-Tungelsta, Sö 245 und Sö 247.
Der Text des um 1000 n. Chr. geritzten Steins lautet: „Farbjôrn/Freybjôrn hat die Inschrift in Erinnerung an seinen Sohn Háulfr machen lassen. Halfdan ritzte die Runen.“
Der Runenritzer Halfdan, bekannt für Pr3-Stil-Inschriften, der auch der Schöpfer von Runmarsvreten (Sö SB1965;19) und Uringesten (Sö 298) sein könnte, ist hier der Ritzer gewesen. Halvdan war in der ersten Hälfte des 11. Jahrhunderts auf Södertörn in Södermanland als Runenmeister aktiv, hat aber nur Tyrestahällen signiert. Durch Stil, Ornamentik und Rechtschreibung konnte er als Urheber mehrerer Runensteine und Runenblöcke erkannt werden. Ihm zugeschrieben werden auch Sö 235, Sö 237, Sö 239, Sö 244, Sö 245, Sö 247†, Sö 252, Sö 256, Sö 262, Sö 274, Sö 290, Sö 292, Sö 297 und Sö 301.
In der Nähe steht der Runenstein von Södra Beteby.